# Adelaide International 2025
L'Adelaide International 2025 è stato un torneo di tennis giocato all'aperto sul cemento. È stata la 7ª edizione del torneo per gli uomini e la 8ª per le donne, facente parte della categoria WTA 500 nell'ambito del WTA Tour 2025 e della categoria ATP Tour 250 nell'ambito dell'ATP Tour 2025. Entrambi i tornei si sono giocati al Memorial Drive Tennis Centre di Adelaide, in Australia, dal 6 all'11 gennaio 2025.

## Partecipanti ATP

### Singolare

#### Teste di serie
| Nazionalità | Giocatore               | Ranking* | Testa di serie |
| ----------- | ----------------------- | -------- | -------------- |
| Stati Uniti | Tommy Paul              | 12       | 1              |
| Stati Uniti | Sebastian Korda         | 22       | 2              |
| Rep. Ceca   | Tomáš Macháč            | 25       | 3              |
| Rep. Ceca   | Jiří Lehečka            | 28       | 4              |
| Canada      | Félix Auger-Aliassime   | 29       | 5              |
| Kazakistan  | Aleksandr Bublik        | 33       | 6              |
| Stati Uniti | Brandon Nakashima       | 38       | 7              |
| Argentina   | Tomás Martín Etcheverry | 39       | 8              |
| Cina        | Zhang Zhizhen           | 45       | 9              |

* Ranking al 30 dicembre 2024.

#### Altri partecipanti
I seguenti giocatori hanno ricevuto una wildcard per il tabellone principale:
- Thanasi Kokkinakis
- Tristan Schoolkate
- Li Tu

I seguenti giocatori sono passati dalle qualificazioni:

- Yannick Hanfmann
- James Duckworth
- Adam Walton
- Benjamin Bonzi

I seguenti giocatori sono entrati nel tabellone principale come lucky loser:
- Manuel Guinard
- Rinky Hijikata

### Ritiri
Prima del torneo
- Matteo Arnaldi → sostituito da  Alejandro Davidovich Fokina
- Tallon Griekspoor → sostituito da  Arthur Rinderknech
- Jiří Lehečka → sostituito da  Manuel Guinard
- Tomáš Macháč → sostituito da  Yoshihito Nishioka
- Jaume Munar → sostituito da  Rinky Hijikata
- Lorenzo Musetti → sostituito da  Aleksandar Vukic
- Jordan Thompson → sostituito da  Christopher O'Connell

## Partecipanti doppio ATP

### Teste di serie
| Nazione     | Giocatore         | Nazione     | Giocatore        | Ranking* | Testa di serie |
| ----------- | ----------------- | ----------- | ---------------- | -------- | -------------- |
| El Salvador | Marcelo Arévalo   | Croazia     | Mate Pavić       | 2        | 1              |
| Spagna      | Marcel Granollers | Argentina   | Horacio Zeballos | 8        | 2              |
| Germania    | Kevin Krawietz    | Germania    | Tim Pütz         | 16       | 3              |
| Italia      | Simone Bolelli    | Italia      | Andrea Vavassori | 21       | 4              |
| Finlandia   | Harri Heliövaara  | Regno Unito | Henry Patten     | 30       | 5              |
| Stati Uniti | Nathaniel Lammons | Stati Uniti | Jackson Withrow  | 38       | 6              |
| Australia   | Matthew Ebden     | Belgio      | Joran Vliegen    | 44       | 7              |
| Regno Unito | Joe Salisbury     | Regno Unito | Neal Skupski     | 51       | 8              |

* Ranking al 30 dicembre 2024.

### Altri partecipanti
Le seguenti coppie di giocatori hanno ricevuto una wildcard per il tabellone principale:
- Thomas Fancutt /  Matthew Christopher Romios
- Luke Saville /  Li Tu

## Partecipanti WTA

### Singolare

#### Teste di serie
| Nazionalità | Giocatrice       | Ranking* | Testa di serie |
| ----------- | ---------------- | -------- | -------------- |
| Stati Uniti | Jessica Pegula   | 7        | 1              |
| Stati Uniti | Emma Navarro     | 8        | 2              |
|             | Dar'ja Kasatkina | 9        | 3              |
| Stati Uniti | Danielle Collins | 11       | 4              |
| Spagna      | Paula Badosa     | 12       | 5              |
|             | Diana Šnajder    | 13       | 6              |
|             | Anna Kalinskaja  | 14       | 7              |
| Lettonia    | Jeļena Ostapenko | 15       | 8              |

* Ranking al 30 dicembre 2024.

#### Altre partecipanti
Le seguenti giocatrici hanno ricevuto una wildcard per il tabellone principale:
- Olivia Gadecki
- Ons Jabeur
- Emerson Jones

La seguente giocatrice è entrata in tabellone usando il ranking protetto:
- Markéta Vondroušová

Le seguenti giocatrici sono passate dalle qualificazioni:

- Belinda Bencic
- Marie Bouzková
- Leylah Fernandez
- Kateřina Siniaková
- Peyton Stearns
- Wang Xinyu

Le seguenti giocatrici sono entrate in tabellone come lucky loser:
- Ashlyn Krueger
- Maria Sakkarī

### Ritiri
Prima del torneo
- Mirra Andreeva → sostituita da  Ashlyn Krueger
- Katie Boulter → sostituita da  Ekaterina Aleksandrova
- Barbora Krejčíková → sostituita da  Anastasija Pavljučenkova
- Jasmine Paolini → sostituita da  Ljudmila Samsonova

## Partecipanti doppio WTA

### Teste di serie
| Nazione       | Giocatore      | Nazione     | Giocatore          | Rank* | Testa di serie |
| ------------- | -------------- | ----------- | ------------------ | ----- | -------------- |
| Taipei cinese | Hsieh Su-wei   | Lettonia    | Jeļena Ostapenko   | 13    | 1              |
| Australia     | Ellen Perez    | Rep. Ceca   | Kateřina Siniaková | 14    | 2              |
| Taipei cinese | Chan Hao-ching | Ucraina     | Ljudmyla Kičenok   | 20    | 3              |
| Stati Uniti   | Asia Muhammad  | Paesi Bassi | Demi Schuurs       | 39    | 4              |

* Ranking al 30 dicembre 2024.

### Altre partecipanti
La seguente coppia di giocatrici ha ricevuto una wildcard per il tabellone principale:
- Gabriella Da Silva-Fick /  Olivia Gadecki

## Campioni

### Singolare maschile
Félix Auger-Aliassime ha sconfitto in finale  Sebastian Korda con il punteggio di 6–3, 3–6, 6–1.
- È il sesto titolo in carriera per Auger-Aliassime, il primo in stagione.

### Singolare femminile
Madison Keys ha sconfitto in finale  Jessica Pegula con il punteggio di 6–3, 4–6, 6–1.

### Doppio maschile
Simone Bolelli /  Andrea Vavassori hanno sconfitto in finale  Tallon Griekspoor /  Tim Pütz con il punteggio di 4–6, 7–6(4), [11–9].

### Doppio femminile
Guo Hanyu /  Aleksandra Panova hanno sconfitto in finale  Beatriz Haddad Maia /  Laura Siegemund con il punteggio di 7–5, 6–4.